# El juicio (pel·lícula de 2023)
El juicio és una pel·lícula documental argentina de 2023 escrita i dirigida per Ulises de la Orden. Tracta sobre el material d'arxiu sobre el judici a les juntes militars de la última dictadura a l'Argentina.
La pel·lícula va ser seleccionada per competir al 73è Festival Internacional de Cinema de Berlín de 2023 A la secció Fòrum.

## Argument
1985 - dos anys després de la fi de la dictadura militar en Argentina, els principals membres de la junta són jutjats. Ulises de la Orden crea 18 succints capítols editats a partir de 530 hores de metratge, donant testimoniatge del terror d'Estat.

## Repartiment
- Luis Moreno Ocampo a través d'imatges d'arxiu
- Jorge Rafael Videla a través d'imatges d'arxiu
- Carlos León Arslanián a través d'imatges d'arxiu

## Premis i nominacions
| Any  | Premi/Festival de Cinema | Data de l'esdeveniment | Categoria         | Nominat   | Resultat | Ref.  |
| ---- | ------------------------ | ---------------------- | ----------------- | --------- | -------- | ----- |
| 2023 | Festival de Berlín       | 16 al 26 de febrer     | Fòrum             | El juicio | Nominat  | [ 3 ] |
| 2024 | Premis Platino           | 20 d'abril             | Millor documental | El juicio | Nominat  | [ 4 ] |